# Chiselborough
Chiselborough – wieś w Anglii, w hrabstwie Somerset, w dystrykcie (unitary authority) Somerset. Leży 59 km na południe od miasta Bristol i 195 km na zachód od Londynu. W 2002 miejscowość liczyła 335 mieszkańców.